# L'Assaut de Saint-Pierre
Maillots
Actualités

L'Assaut de Saint-Pierre est le club omnisports de football et d'athlétisme de Saint-Pierre en Martinique.
Le club joue ses matchs à domicile au Stade Paul Pierre-Charles, doté de 600 places.

## Palmarès
L'Assaut de Saint-Pierre a été l'une des meilleures équipes de football durant les années 1960 en Martinique et aux Antilles françaises. En effet, cette équipe remporta 15 trophées en une décennie.
- Championnat de la Martinique de football (5 titres)
  - Champion : 1963, 1966, 1967, 1968 , 1973

- Coupe de la Martinique de football (6)
  - Vainqueur : 1964, 1965, 1966, 1967, 1968 , 2000

- Championnat des Antilles-Guyane (3)
  - Vainqueur : 1963, 1966, 1968

- Coupe de France zone Martinique (2)
  - Vainqueur : 1966 , 1985

- Coupe Théolade (2)
  - Vainqueur : 1963, 1968

- Championnat Régional 2 (1)
  - Vainqueur : 2019/2020